# Karabin przeciwpancerny Lahti L-39
Lahti L-39 – fiński samopowtarzalny karabin przeciwpancerny wykorzystywany między innymi w czasie wojny zimowej ze Związkiem Radzieckim. Broń kalibru 20 mm x 138 mm Solothurn, o masie 49,5 kg. Przy prędkości pocisku 800 m/s energia wylotowa pocisku sięgała 50.000J. Podobnie jak inne karabiny przeciwpancerne był skuteczną bronią przeciw czołgom tylko w początkowej fazie wojny, później używany był przeciw lekkim pojazdom, jako karabin wyborowy dalekiego zasięgu i improwizowana broń przeciwlotnicza. 
Z racji na duży rozmiar i duży odrzut karabin ten został przez żołnierzy ochrzczony „Norsupyssy” („Strzelba na słonie”).